# ماروواتو (آنداپا)
ماروواتو (به لاتین: Marovato) یک منطقهٔ مسکونی در ماداگاسکار است که در بخش انداپا واقع شده‌است. ماروواتو ۵٬۷۴۷ نفر جمعیت دارد و ۵۰۵ متر بالاتر از سطح دریا واقع شده‌است.